# Tīr Bāzār
Tīr Bāzār (persiska: تير بازار, تير بازان, Tīr Bāzān) är en ort i Iran.   Den ligger i provinsen Lorestan, i den västra delen av landet, 400 km sydväst om huvudstaden Teheran. Tīr Bāzār ligger 1 154 meter över havet och antalet invånare är 648.
Terrängen runt Tīr Bāzār är varierad. Runt Tīr Bāzār är det ganska tätbefolkat, med 72 invånare per kvadratkilometer. Närmaste större samhälle är Khorramābād, 6,8 km nordost om Tīr Bāzār. Omgivningarna runt Tīr Bāzār är i huvudsak ett öppet busklandskap.